# دوروس دي فريس
دوروس دى فرييس (ولد في 29 ديسمبر 1980) (بالهولندية: Dorus de Vries)‏ لاعب كرة قدم هولندي يلعب في مركز حراسة المرمي ل نادي سلتيك .
بدأ دي فريس مسيرته الاحترافية في موطنه هولندا مع تلستار، قبل أن يقضي ثلاثة مواسم مع ادو دن هاج . انتقل إلى بريطانيا عام 2006 ، عندما أمضى موسماً في نادي دونفيرملين أتليتيك الإسكتلندي . قبل أن ينتقل إلى مدينة سوانسي حيث أمضى أربعة مواسم، وبلغت ذروتها في الترقية إلى الدوري الممتاز في عام 2011. وقد رفض عقدًا جديدًا مع سوانسي للانضمام إلى ولفرهامبتون واندررز ، الذي قضى معه موسمين بشكل كبير كحارس احتياطي.

## الأندية

### هولندا
بدأ دي فريس مسيرته الاحترافية في تلستار، مما جعل أول ظهور له لأول مرة خلال موسم 1999-2000. وبقي مع النادي في الدرجة الثانية لكرة القدم الهولندية حتى عام 2003، عندما وقع لل الدوري الهولندي لنادي ادو دن هاج .
بعد تولي رولاند جانسن خلال حملة 2004-2005. ومع ذلك، فإن هذا الوضع لم يدم طويلاً، حيث دفع القبض على اعاراة ياروسلاف دروبني خلال عام 2006 مع دي فريس، وقيل له إنه لن يُعرض عليه عقدًا جديدًا.

#### دونفرملين أثلتيك
في صيف عام 2006 ، عقب نجاحه في التجارب، وقع عقدًا مع نادي دنفرملاين أثليتيك الدوري الإسكتلندي . ظهر لأول مرة في مباراة تعادل 0-0 مع أير يونايتد في الجولة الثانية من كأس الدوري الأسكتلندي، مما أدى إلى ركلات جزاء لأخذ المباراة لوقت إضافي قبل أن ينتصر في ركلات الترجيح. في 11 مايو 2007 ، صد الكرة من ركلة حرة في شباكه أمام إينفيرنيس كاليدونيان ثيسل لإنهاء إقامة دنفرملاين لمدة سبع سنوات في الدوري الإسكتلندي الممتاز. ومع ذلك، بعد المباراة، رفض مدير دنفرملاين ستيفن كيني إلقاء اللوم على دي فريس بسبب هبوط فريقه، قائلاً: "لا يمكننا أن نلومه على الإطلاق لأنه كان خارج هذا العالم هذا الموسم. جاءت مباراته الأخيرة للنادي في نهائي كأس اسكتلندا 2007 إلى سيلتيك .

##### سوانسي سيتي
بعد أن أصبح لاعبا مجانيًا في نهاية عقده، وقع دي فريس عقدًا لمدة سنتين في نادي سوانسي سيتي في 6 يوليو 2007. في أول موسم له مع الفريق الويلزي، ساعد النادي في الحصول على لقب الدوري الأول، وكان الحارس الأساسي
في موسم 2009-10 ، تفوق دي فريس على سجل نادي روجر فريستون بـ 22 مباراة نظيفه في موسم واحد مع إيقافه ضد سكونثورب يونايتد في 5 أبريل 2010. كان سينهي اب 25 مباراه نظيفه، وفاز بالقفاز الذهبي في هذه البطولة .
في الموسم التالي، كان جزءًا من الفريق الذي فاز في المباراة النهائية لبطولة تشامبيوتشمب، أمام ريدينج، للوصول إلى الدوري الممتاز . في البداية، صرح دي فريس أنه يريد البقاء مع النادي في أول موسم للدوري الممتاز. ومع ذلك، رفض عرض العقد بعد فترة وجيزة، وتم توقيعه في وقت لاحق من قبل ولفرهامبتون واندررز .

###### ولفرهامبتون واندررز
في 22 يونيو 2011 ، تم التأكيد على أن اللاعب المجاني دي فريس قد انضم إلى فريق الدوري الممتاز ولفرهامبتون واندررز، لتوقيع عقد لمدة ثلاث سنوات. في ولفرهامبتون، عمل دي فريس كاحتياطي لـ واين هينيسي وفي البداية اكتسب وقت اللعب فقط في مسابقات الكأس. شارك في أول مباراة له مع الفريق في 23 أغسطس 2011 في المباراة التي فاز فيها 4-1 في بطولة كأس الدوري في نورثامبتون تاون .
عندما عانى الحارس الأول لخيتافي هينيسي يعاني من تمزق في الرباط الصليبي للركبة في أبريل 2012 ، قدم دي فريس أول ظهور له في الدوري الممتاز. ومع ذلك، وبحلول هذه المرحلة، أصبح «وولفز» في منطقة الهبوط، كما أن الهزيمة 0-2 ضد بطل الدوري مانشستر سيتي في الدوري المحلي لأول مرة، أكد على عودة الهبوط إلى القسم الأول. ظل دي فريس في مرمى فريق وولفز لمواصلة مبارياته، بما في ذلك رحلة إلى ناديه السابق سوانسي، والذي قال قبله إنه لا يشعر بأي ندم على قراره بمغادرة سوانسي والانضمام إلى وولفز. حصل على استقبال مختلط من مشجعي سوانسي وواصل التنازل أربع مرات في التعادل 4-4.
بعد الهبوط، كان دي فريس هدفاً لليفربول بعد تعيينبريندان رودجرز كمدير فني، ولكن لم يتم قبول عرضهم بمبلغ 500,000 جنيه إسترليني. مع بداية الموسم الجديد مع واين هينيسى لا يزال بعيدا عن الملاعب بسبب الإصابة، اختار المدير الجديد للكرة الذئوية ستوله سولباكن بدلا من ذلك البدء مع كارل إيكيمي في المرمى. كانت بدايته الوحيدة تحت قيادة سولباكين في خسارة في كأس رابطة اندية المحترفين امام تشيلسي، والتي هزت شباكه خلالها حارس المرمى ست مرات. في أواخر أكتوبر، اعترف سولباكين أنه واجه مع دي فريس مواجهة غاضبة بشأن افتقاره للفرص.
وللمرة الثانية على التوالي، كانت فرصته في التأهل لدوري كرة القدم قد وصلت فقط من خلال الإصابة، عندما عانى إيكيمي من كسر في يده في مارس 2013. لعب في جميع مباريات وولفس المتبقية بينما كان الفريق يعاني مرة أخرى دون جدوى لتجنب الهبوط تحت مدير آخر، دين سوندرز . بعد الهبوط إلى دوري الدرجة الأولى، تم طرد سوندرز واستبداله كيني جاكيت، الذي ذكر أن دي فريس كان حرا في تركه في نقل حر بينما كان يسعى لتخسيس الفريق.

### نوتنغهام فوريست
في 3 يوليو 2013 ، وقع دي فريس عقدًا لمدة عامين مع نادي نوتنغهام فوريست . عند انضمامه إلى النادي، ذكر دي فريس أن الانتقال لن يكون سهلاً على حارس المرمى الأول. أعطيت دي فريس الرقم 29 .
في موسمه الأول في نوتنغهام فوريست، كان دي فريس في المقام الأول هو الحارس الثاني خلف كارل دارلو طوال الموسم، مما جعل أول مباراة له مع النادي في 21 أبريل 2014 في الفوز 2-1 على ليدز يونايتد، وبقي في المرمى لما تبقى من الموسم مع إصابة كارل دارلو. مرة أخرى، كان دي فريس الخيار الثاني في الفترة 2014-2015 ، مما أدى في نهاية المطاف إلى إزاحة دارلو عن طريقه بما في ذلك فوزه في ديربي 2-1 على ديربي كاونتي، ولكن دوجي فريدمان أعاد دوره من جديد، على الفور بدلاً من ستيوارت بيرس كمدير.
بعد انتقال دارلو إلى نيوكاسل يونايتد، تمت ترقية دي فريس إلى حارس مرمى الاختيار الأول لموسم 2015-2016 واستحوذ على القميص رقم واحد. لعب في جميع مباريات دوري فورست ما عدا مباراة واحدة، حيث غاب عن المباراة أمام شيفيلد وينزداي مع إصابة في الظهر. في 1 مايو 2016 ، تم التصويت على دي فريس كأفضل لاعب لعام 2015–166 من قبل أنصار فورست بعد عام ثابت في المرمى، والذي تضمن ثلاثة أشهر من جوائز لاعب الشهر لشهر أغسطس وفبراير ومارس.
قدم دي فريس ظهورا واحدًا للغابة في موسم 2016-2017 : في يوم الافتتاح في فوز 4-1 على بيرتون ألبيون .

#### سلتيك
في 13 أغسطس 2016 ، وقع دي فريس صفقة لمدة عامين مع سلتيك . ظهر لأول مرة في 27 أغسطس، حيث لعب المباراة الكاملة في فوز سيلتيك 4-1 على أبردين في سيلتيك بارك . لعب في أول مباراة له في الدوري القديم في 10 سبتمبر، في ثاني ظهور له فقط، حيث تغلب سلتيك على رينجرز 5-1. بعد ثلاثة أيام، ظهر لأول مرة في أوروبا، في هزيمة 7-0 أمام برشلونة في كامب نو في دوري أبطال أوروبا .بعد لعب التسعين دقيقة كاملة من التعادل 2-2 في إينفيرنيس كاليدونيا ثيسل، تم استبدال دي فريس بنصف الوقت ضد كيلمارنوك في 24 سبتمبر، وحل محله كريج جوردون . كان هذا آخر ظهور له لموسم 2016-2017 .
قدم دي فؤيس ظهورا واحدًا فقط في عام 2017 بأكمله: 1-0 على دندي في 14 تشرين الأول. استبدل دي فريس جوردون بنصف الوقت بعد فترة وجيزة من إصابة الأخير في الركبة في مباراة الفوز 1-0 على هايبرنيان في 27 يناير 2018. هذا أعطى دي فريس فترة طويلة في الجانب، مع توليه الدوري الإسكتلندي الممتاز الصدامات مع أبردين، هارتس، كيلمارنوك، وسانت جونستون، الانتصارات في كأس اسكتلندا على بارتيك ثيستل، ثم غرينوك مورتون، ودي فريس في الدوري الأوروبي لكرة القدم، والذي جاء ضدزينيت سانت بطرسبرغ . خرج سيلتيك من الدوري الأوروبي بعد هزيمته الإجمالية 3-1 إلى زينيت. الهدف الثاني للروس، الذي وصفه دي فريس بأنه «بطة» ، خدعه، وهو يعتقد أن فريقه لم يتعاف من هذا التنازل. أُصيب دي فريس في التدريب في 9 مارس واستبدل سكوت باين في المباراة مع رينجرز بعد يومين، ولم يبدوا أي مظاهر أخرى في موسم 2017-18 ، وانتهى بالمشاركة 10 مرات: اثنان في الاسكتلندية كأس، اثنان في الدوري الأوروبي، وستة في الدوري.

## الجوائز والألقاب

### سوانسي سيتي
مباريات دوري كرة القدم في دوري كرة القدم : 2010-2011
دوري كرة القدم الأول : 2007-08

#### سلتيك
الدوري الإسكتلندي الممتاز  : 2016-2017
كأس رابطة الأندية الاسكتلندية  : 2016-2017 ، 2017-18
كأس اسكتلندا  : 2016-2017

##### فردي
بطولة القفاز الذهبي : 2009-10
نوتنغهام فورست لاعب العام : 2016

## إحصاءات
| النادي              | مواسم      | الدوري                         | الدوري | الدوري | الكأس | الكأس | كأس الدوري | كأس الدوري | اخري | اخري  | مجموع | مجموع |
| النادي              | مواسم      | Division                       | لعب    | اهداف  | لعب   | اهداف | لعب        | اهداف      | لعب  | اهداف | لعب   | اهداف |
| ------------------- | ---------- | ------------------------------ | ------ | ------ | ----- | ----- | ---------- | ---------- | ---- | ----- | ----- | ----- |
| ادو دن هاج          | 2003-04    | الدوري الهولندي                | 18     | 0      | 0     | 0     | —          | —          | –    | –     | 18    | 0     |
| ادو دن هاج          | 2004-05    | الدوري الهولندي                | 31     | 0      | 1     | 0     | —          | —          | –    | –     | 32    | 0     |
| ادو دن هاج          | 2005-06    | الدوري الهولندي                | 20     | 0      | 0     | 0     | —          | —          | —    | —     | 20    | 0     |
| ادو دن هاج          | Total      | Total                          | 69     | 0      | 1     | 0     | —          | —          | —    | —     | 70    | 0     |
| دونفرملين أثلتيك    | 2006-07    | الدوري الاسكتلندي الممتاز      | 27     | 0      | 5     | 0     | 2          | 0          | -    | -     | 34    | 0     |
| سوانسي سيتي         | 2007-08    | الدوري الإنجليزي الدرجة الأولى | 46     | 0      | 4     | 0     | 2          | 0          | 6    | 0     | 58    | 0     |
| سوانسي سيتي         | 2008-09    | الدوري الإنجليزي الدرجة الأولى | 40     | 0      | 3     | 0     | 3          | 0          | -    | -     | 46    | 0     |
| سوانسي سيتي         | 2009-10    | الدوري الإنجليزي الدرجة الأولى | 46     | 0      | 1     | 0     | 1          | 0          | -    | -     | 48    | 0     |
| سوانسي سيتي         | 2010-11    | الدوري الإنجليزي الدرجة الأولى | 46     | 0      | 0     | 0     | 2          | 0          | 3    | 0     | 51    | 0     |
| سوانسي سيتي         | Total      | Total                          | 178    | 0      | 8     | 0     | 8          | 0          | 9    | 0     | 203   | 0     |
| ولفرهامبتون واندررز | 2011-12    | الدوري الانجليزي               | 4      | 0      | 2     | 0     | 3          | 0          | -    | -     | 9     | 0     |
| ولفرهامبتون واندررز | 2012-13    | الدوري الإنجليزي الدرجة الأولى | 10     | 0      | 0     | 0     | 1          | 0          | -    | -     | 11    | 0     |
| ولفرهامبتون واندررز | Total      | Total                          | 14     | 0      | 2     | 0     | 4          | 0          | —    | —     | 20    | 0     |
| نوتنغهام فوريست     | 2013-14    | الدوري الإنجليزي الدرجة الأولى | 3      | 0      | 2     | 0     | 3          | 0          | —    | —     | 8     | 0     |
| نوتنغهام فوريست     | 2014-15    | الدوري الإنجليزي الدرجة الأولى | 4      | 0      | 1     | 0     | 1          | 0          | —    | —     | 6     | 0     |
| نوتنغهام فوريست     | 2015-16    | الدوري الإنجليزي الدرجة الأولى | 45     | 0      | 2     | 0     | 1          | 0          | —    | —     | 48    | 0     |
| نوتنغهام فوريست     | 2016-17    | الدوري الإنجليزي الدرجة الأولى | 1      | 0      | 0     | 0     | 0          | 0          | —    | —     | 1     | 0     |
| نوتنغهام فوريست     | مجموع      | مجموع                          | 53     | 0      | 5     | 0     | 5          | 0          | —    | —     | 63    | 0     |
| مجموع الكل          | مجموع الكل | مجموع الكل                     | 337    | 0      | 21    | 0     | 18         | 0          | 9    | 0     | 386   | 0     |

## روابط خارجية
- دوروس دي فريس على موقع قاعدة بيانات كرة القدم.إي يو (الإنجليزية)
- دوروس دي فريس على موقع Soccerbase.com (لاعب) (الإنجليزية)
- دوروس دي فريس على موقع Soccerway.com (الإنجليزية)
- دوروس دي فريس على موقع عالم كرة القدم.نت (الإنجليزية)
- دوروس دي فريس على موقع AS.com (الإسبانية)